# Parigi-Bruxelles 1993
La Parigi-Bruxelles 1993, settantatreesima edizione della corsa, si svolse il 15 settembre 1993 su un percorso di 251 km, con partenza da Noyon e arrivo ad Anderlecht. Fu vinta dal francese Francis Moreau della Gan davanti all'olandese Jelle Nijdam e al belga Johan Museeuw.

## Ordine d'arrivo (Top 10)
| Pos. | Corridore               | Squadra                        | Tempo    |
| ---- | ----------------------- | ------------------------------ | -------- |
| 1    | Francis Moreau          | Gan                            | 6h08'09" |
| 2    | Jelle Nijdam            | Wordperfect                    | a 7'05"  |
| 3    | Johan Museeuw           | MG Boys Maglificio-Technogym   | s.t.     |
| 4    | Johan Capiot            | TVM-Bison Kit                  | s.t.     |
| 5    | Nico Verhoeven          | Novemail-Histor-Laser Computer | s.t.     |
| 6    | Brian Holm              | Telekom                        | s.t.     |
| 7    | Jean-Pierre Heynderickx | Collstrop-Assur Carpets        | a 7'36"  |
| 8    | Cezary Zamana           | Subaru-Montgomery              | s.t.     |
| 9    | Sammie Moreels          | Lotto-Caloi                    | s.t.     |
| 10   | Maximilian Sciandri     | Motorola                       | s.t.     |